# کریس کامول
کریس کامول (انگلیسی: Chris Camwell؛ زادهٔ ۲۷ اکتبر ۱۹۹۸) بازیکن فوتبال اهل بریتانیا است.
از باشگاه‌هایی که در آن بازی کرده‌است می‌توان به باشگاه فوتبال کاونتری سیتی و باشگاه فوتبال سولیهال مورس اشاره کرد.